# Zurlaubenhof

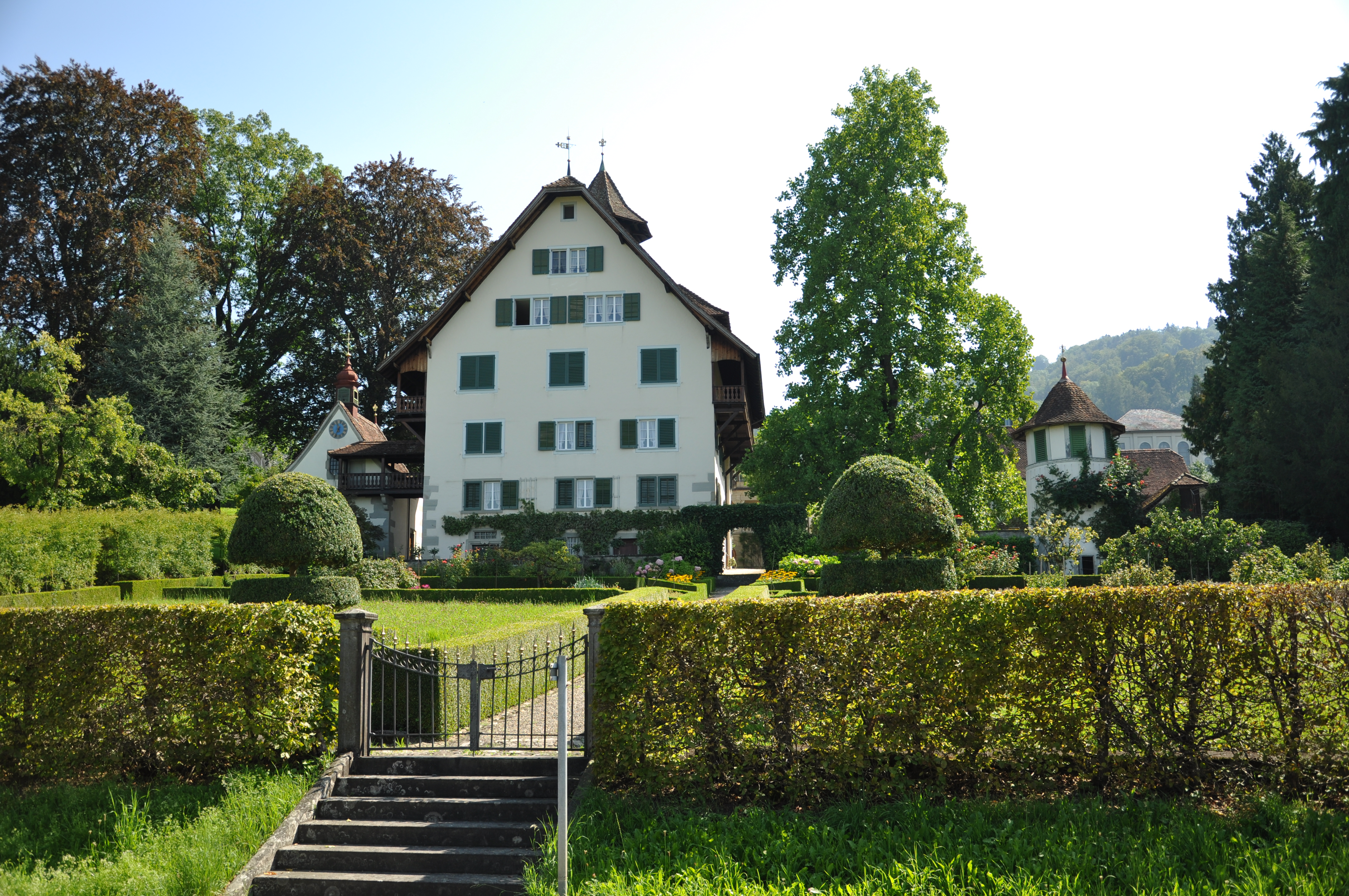
Der Zurlaubenhof von Westen

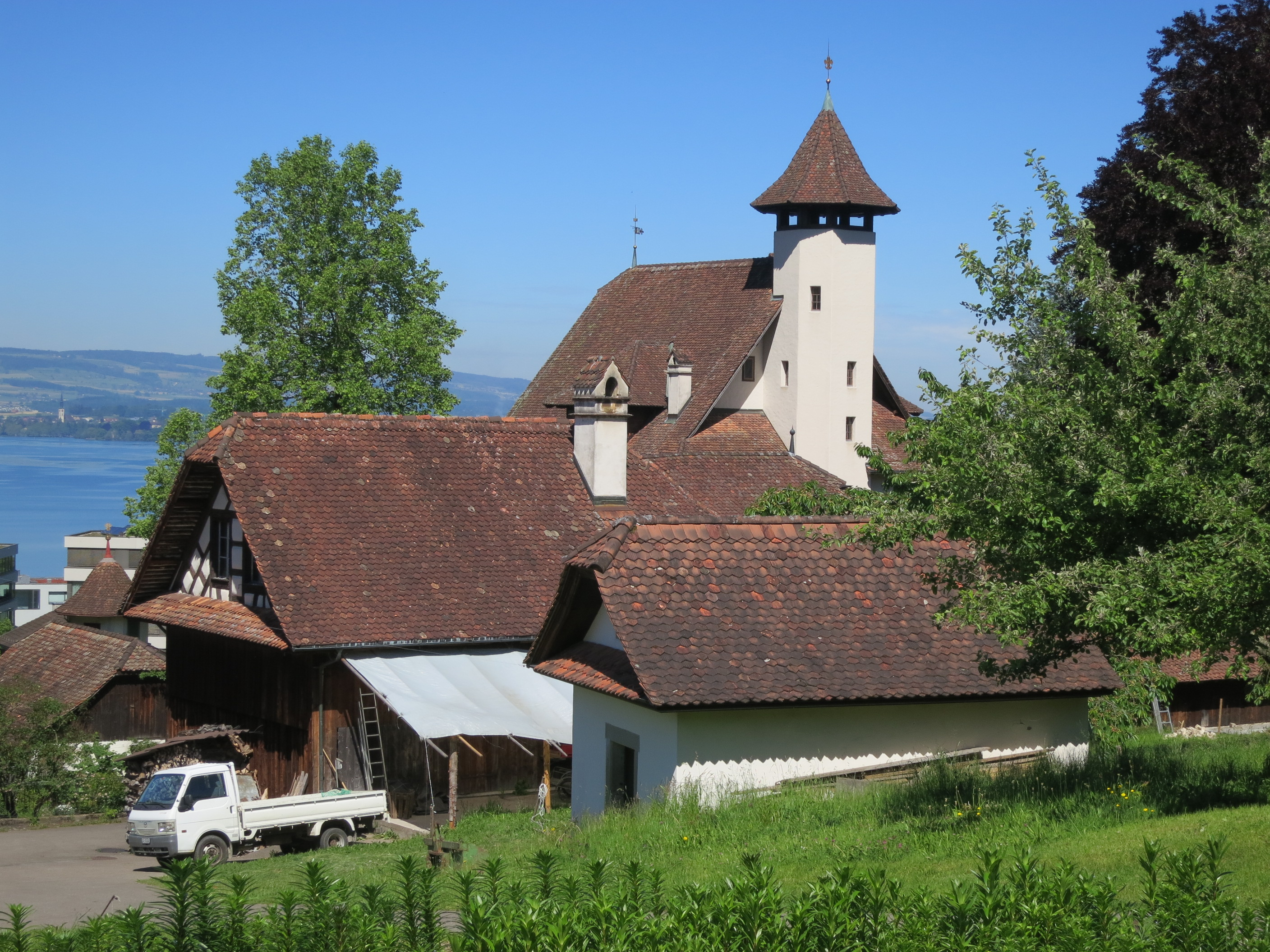
Seeblick auf den Zurlaubenhof

Der Zurlaubenhof (auch St. Konradshof) ist ein barockes Herrschaftsgut in der Stadt Zug und zeitweise in Besitz der der Familie Zurlauben, welche vom 15. bis 18. Jahrhundert im Söldnerwesen tätig war. Er gilt als «Baujuwel von ausgesprochener Einzigartigkeit» und hat sein ursprüngliches Erscheinungsbild weitgehend erhalten. Stammsitz der Zurlauben ist jedoch der Äussere Hof oder Weingartenhof.
Die Anlage besteht aus einem 1597 bis 1621 erbauten Herrenhaus mit St. Konradskapelle (1635 geweiht), einem Pächterhaus (1645) und einer zweistöckigen Loggia als Erweiterung des Pächterhauses (1736). Eine Überführung verbindet das Herrenhaus mit der Loggia und dem weissen Saal im Pächterhaus. Im dritten Stock des Herrenhauses befindet sich der vertäfelte Festsaal mit Wand- und Deckenmalereien.

## Geschichte

### Vorgeschichte

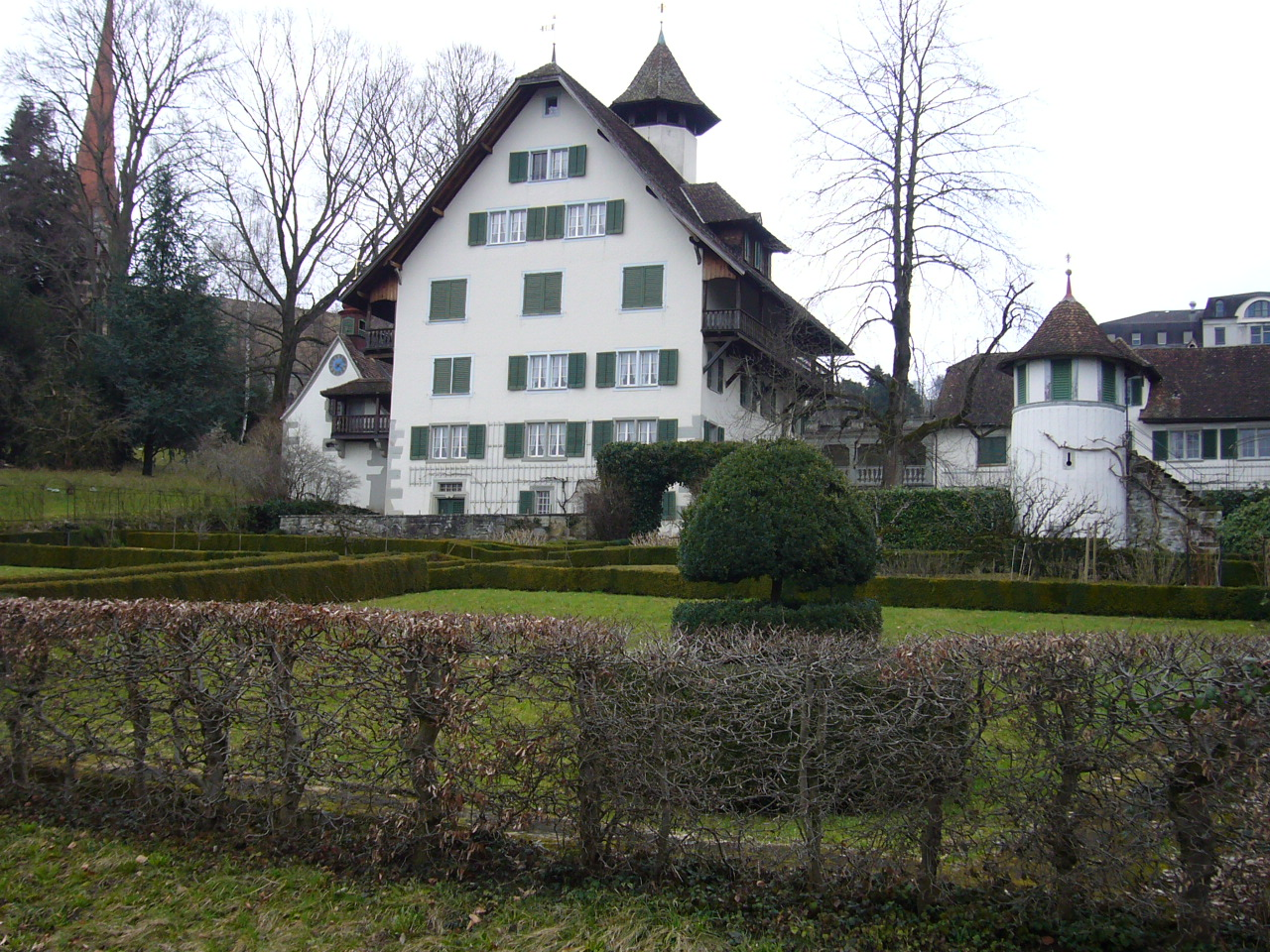
Der Zurlaubenhof mit der St. Michaelskirche im Hintergrund

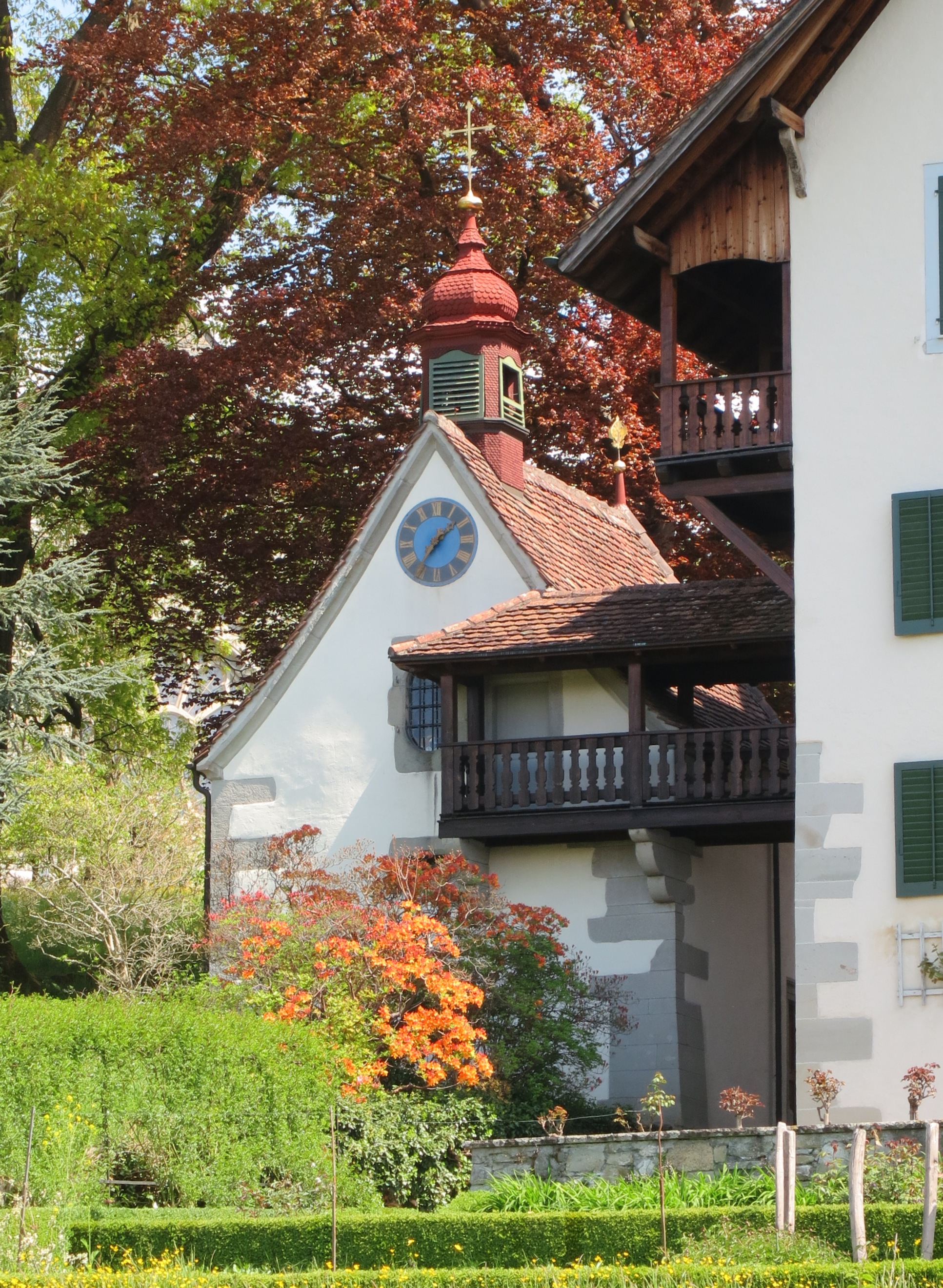
Die Kapelle St. Konrad im Zurlaubenhof mit Botengang zum Haupthaus

Der Zurlaubenhof steht auf dem Areal eines Bauerngutes mit Wies- und Rebland, das ursprünglich als «Schildhof» oder «Hof am Schild» bekannt war. Gemäss einer Urkunde des Klosters Kappel von 1277 wurde das Feld unterhalb der alten St. Michaelskirche in Zug als «Schilt» bezeichnet. Mit dem Ortsnamen «Schild» dürfte die Bodenerhebung gemeint sein, auf der die heutige St. Michaelskirche steht.
Die Besitzer des Hofs am Schild können bis zum Beginn des 15. Jahrhunderts zurückverfolgt werden. Im 16. Jahrhundert wurde er in mehrere Parzellen aufgesplittet. Die wohl beste nördlich des Hofs konnte auch als Rebland dienen. Sie wurde 1529 von Heini Müller an Hauptmann Thomas Stocker veräussert. Auf dieser Parzelle kam sehr wahrscheinlich ab 1597 das Herrenhaus zu stehen. 1616 verkaufte sie Rudolph Stocklin, der letzte Bauer, welcher den Hof am Schild noch selbstständig bebaut hatte, für rund 2000 Gulden an Ammann Conrad Zurlauben.

### Im Besitz der Familie Zurlauben
Die Zurlauben kauften 1595 ihren eigentlichen Stammsitz, den Weingartenhof an der Stelle des heutigen Postgebäudes in Zug. Beim Tod Conrad Zurlaubens 1629 waren beide Höfe mit Schulden beladen. Den Schildhof erbte sein jüngerer Sohn Heinrich. Er war Hauptmann in französischen Diensten und heiratete 1642 eine reiche Solothurnerin. 1645 baute er an Stelle eines Bauernhauses das Pächterhaus mit einem Gartensaal. Er verstarb ebenfalls stark verschuldet im Jahr 1650. Fünf Jahre später ging der Hof an seinen Neffen Heinrich Zurlauben-Speck, der wiederum verschuldet 1676 starb. Dessen Schwager und Gläubiger Kaspar Dorer, Stadthauptmann von Baden, übernahm den Hof. Von Dorers Erbengemeinschaft fiel der Hof 1698 an die Familie von Landesfähnrich Karl Josef Brandenberg, der sich bis 1702 als Oberstleutnant in spanischen Diensten in Mailand aufhielt.
Im Jahr 1718 gelangte der Hof am Schilt wieder in den Besitz der Familie Zurlauben. Fidel Zurlauben, ebenfalls Hauptmann in französischen Diensten, besass ihn bis zu seinem Tod 1731. 1742 konnte er von Oberstleutnant Johann Jakob Kolin gekauft werden, dessen erste Frau eine Zurlauben war. Er liess die Erweiterung mit der Galerie vornehmen. Nach der Heirat seiner Tochter mit General Beat Fidel Zurlauben gelangte der Hof in den Besitz des letzten Vertreters seines Geschlechts. Ihm gehörte auch der Weingartenhof, den er jedoch im gleichen Jahr verkaufte. Beat Fidel Zurlauben pflegte das Anwesen stets «Château» zu nennen. Bis 1794 war der Zurlaubenhof im Besitz der Familie Zurlauben.

### Seit dem 19. Jahrhundert
Beat Fidel Zurlauben blieb bis zu seinem Tod 1799 im Hof am Schilt wohnhaft, verkaufte ihn jedoch 1794 an Kaspar Bartholomäus Landtwing. Dessen Ehe blieb kinderlos. Seine Schwester war mit Josef Anton Hediger verheiratet. Von 1831 bis 1834 gehörte der Hof deren Sohn Johann Kaspar Hediger, der sich wohl finanziell übernommen hat. So wurden seine fünf Schwestern und deren Ehemänner Eigentümer, darunter Cäcilia, die Witwe von Matthias Damian Bossard.  
1844 versteigerten die Mitbesitzer den Hof unter sich, der dadurch für 24'000 Gulden von der Familie Bossard erworben wurde. Der neue Besitzer war Matthias Damian Bossard II, der schon ab 1832 dort gewohnt haben dürfte. Er wirkte als Liberaler in politischen Ämtern und der Schweizerischen Gemeinnützigen Gesellschaft.
1970 wurde das Hauptgebäude von den Eigentümern mit Unterstützung der öffentlichen Hand renoviert. 2022 verkaufte die Familie Bossard, welche den Herrensitz in fünfter Generation verwaltete, den Zurlaubenhof für 65 Millionen Schweizer Franken der Stadt Zug. Die Stadtzuger Bevölkerung nahm eine entsprechende Vorlage am 11. Juni 2022 mit einem Ja-Anteil von über 90 Prozent an.